# Аксакал
Аксака́л (дословно — «белобородый»: от тюрк. ак — белый и сакал — борода) — глава рода, старейшина, почтенный пожилой мужчина у тюркских народов в Средней Азии и частично на Кавказе.

## Этимология
Восходит к сложению ак — белый + сакал — борода. Слово заимствовано русским языком из тюркских в XIX веке. Термин «аксакал» в архивных материалах XVIII века встречается довольно редко.

## Определение
В казахском обществе мужчину 45 лет называют карасакал (чёрная борода) и начинают прислушиваться, поскольку считается, что к зрелому мужчине в этом возрасте приходит мудрость. К 70 годам карасакал достигает статуса аксакала. Но не все пожилые люди удостаивались звания аксакала, сохраняя при этом безусловное уважение младшего поколения.
Советский офицер и писатель Бауыржан Момышулы разделял пожилых стариков на четыре группы:
1. шал (старик) не может решить никакие вопросы, кроме мелких бытовых дел, караулит чужие дома и распространяет сплетни.
2. кария (старец) руководит своим родом, держит всё в порядке.
3. аксакал (старейшина, уважаемый старец) заботился о целом ауле.
4. абыз (мудрец) решал споры, боролся за честь, говорил от имени своего народа и выступал с пламенными речами, делился своими знаниями.

Название аксакал (белая борода) даётся всегда людям украшенным сединою и заслуживающим особенное почтение. Каждое подразделение племени имело своего отдельного главу — аксакала, векиля, бахши, кедхуда, управляющего им обычно независимого от других вождей племени. Аксакал выдвигался обычно из среды наиболее богатых и влиятельных лиц племени. Срок службы аксакала ограничивался желанием его тукхума, а иногда было наследственным по прямо нисходящей линии среди способных на то людей либо из боковой нисходящей линии того же тукхума. Таким образом одна наследственность не давала права быть аксакалом, требовалось также согласие членов тукхума на выбор преемника.
В Российской империи по административному устройству Казахстана «Волости заведываются волостными управителями, а аульные общества — аульными старшинами (аксакалами)».

## Отношения
Община вознаграждала аксакалов следующим образом: предоставляла лошадь для поездки в интересах общины; приглашала на все свадебные и траурные мероприятия, куда аксакалу дозволялось привести одного из членов своей семьи; после разбора дел о крови аксакал от истца по суду получал какую-нибудь вещь из оружия, посуды, кусок ткани (бурмет) равной по ценности предметам других аксакалов и эфенди. Ближайшими исполнителями аксакала были два чауша.
Уважаемые и старшие члены общины участвовали во всех совещаниях, связанных со свадьбой, где аксакал нередко выступал в роли второго тестя (укыль-ата). Во время застолья хозяин дома обращается к самому почётному гостю со словами «извольте» и касается своей чашей его, что является знаком к началу трапезы; аксакал мог также коснуться своей чашей чаши сидящего справа гостя. В повседневной жизни казахов путники, посещая тот или иной аул, вначале заходили к аксакалам, советовались с ними, сообщая о цели поездки, и получали советы.
Аксакалы также помогали разрешать спорные вопросы аульчан: к примеру, в Кыргызстане существует «Суд аксакалов». В современном мире в некоторых обществах возможность возглавить суд аксакалов получили и женщины.

## В культуре
«Если возле дома имеется высокий холм, считай, что имеешь осёдланного коня. А если в доме есть почтенного возраста человек, считай, что имеешь мудреца» (казахская пословица).
Один из главных героев книги Р. Г. Гамзатова «Мой Дагестан» — поэт, аксакал Абуталиб Гафуров (1885—1975).